# 영웅본색 3
《영웅본색 3》(중국어: 英雄本色3-夕陽之歌)/(영어: A Better Tomorrow 3: Love & Death in Saigon)는 서극이 감독한 홍콩 영화 작품으로, 영웅본색 시리즈의 세 번째 작품이다. 영웅본색 2 이후의 이야기가 아닌 영웅본색의 배경으로부터 12년 전의 이야기를 다루고 있다.
2016년 3월 24일, 대한민국에서 재개봉했다.

## 줄거리
베트남 전쟁이 한창이던 1974년의 남베트남. 주인공 마크가 사이공의 떤선녓 국제공항에 도착한다. 마크는 사촌인 장지민과 삼촌을 홍콩으로 데려오기 위해 온 것이었다. 공항에서 미모의 여성 주영걸과 우연히 마주치고 도와주게 된다. 사이공에서 약방을 운영하는 마크의 삼촌은 초팔이라는 남베트남 소년을 돌보고 있었다. 마크와 다시 만난 주영걸은 지민과 삼촌을 홍콩으로 갈 수 있도록 도와주며 친구가 된다. 마크와 지민은 영걸의 마음씨와 외모에 반하여 삼각관계에 처한다. 그러나 그녀는 상사인 하장청의 종용으로 사이공에 남는다.
얼마 후 영걸은 홍콩에 있는 마크와 지민을 찾아와 즐거운 한때를 보내지만, 자신에게 무관심한 마크의 모습을 보고 실망한다. 그날 밤 영걸은 마크에게 선글라스와 코트를 선물하고 떠난다. 영걸에게 마음이 있는 하장청은 마크와 영걸의 관계를 알아채고, 얼마 후 홍콩으로 가서 카센터를 운영하던 마크의 삼촌을 폭탄으로 살해한 후 마크와 지민에게 홍콩을 떠날 것을 요구한다.
영걸이 사이공으로 돌아간 것을 안 마크와 지민은 주영걸을 찾기 위해 사이공으로 다시 돌아간다. 베트남 전쟁에서 남베트남은 더욱 열세에 몰려 사이공은 함락 직전이었고, 약방에서 살던 초팔은 군인이 되었다. 마크와 지민은 초팔과 함께 사이공 시내를 돌아다니며 영걸을 찾아다닌다. 지민은 영걸과 다시 만났지만 베트민 군대의 총격으로 죽을 뻔하고, 지민이 죽은 줄로 오해한 마크는 영걸을 죽도록 미워하게 된다.
얼마 후 하장청과 함께 상방을 만나러 간 주영걸은 시한폭탄을 숨기고 있었다. 상방과 하장청이 싸우는 도중 영걸의 시한폭탄이 폭발하고, 얼마 안 가 마크가 나타나서 하장청과 결투를 벌이지만, 영걸은 하장청의 집사의 총에 치명상을 입고 쓰러진다. 하장청도 상방의 총탄에 온몸이 벌집이 되며 절명한다. 베트민과의 대면에서도 살아남은 지민은 마크, 초팔과 함께 상방과 싸운다.
상방의 탱크를 폭파시킨 그들은 목숨이 위험한 영걸을 구하기 위해 병원을 찾아다니지만, 영걸을 치료하는 것은 불가능했다. 주영걸의 요구로 사이공의 군사 비행장으로 간 그들은 베트민 군대의 총격을 뒤로하고 사이공을 떠나는 헬리콥터에 올라타지만, 초팔은 헬기에서 내리더니 가족을 찾겠다고 하며 작별한다. 헬기가 이륙함과 동시에 군사 비행장에는 남베트남(베트남 공화국) 국기가 내려지고 베트민(남베트남 공화국)의 깃발이 게양된다. 태국 국경의 적십자로 향하는 헬기 안에서, 마크는 영걸을 조용히 불러보지만, 이미 영걸은 마크의 품에 조용히 안겨서 숨져 있었다.

## 출연진
- 주윤발 - 마크 리 역
- 매염방 - 주영걸 / 아걸 역
- 양가휘 - 장지민 / 아민 역
- 도키토 사부로 - 다나카 히로요시 / 하장청 역
- 남연 - 상방 역
- 석견 - 송숙 역
- 정위륜 - 초팔 역
- 장가이 - 아령 역
- 부굉달 - 십숙 역

## 한국판 성우진(SBS) (1998년 8월 7일)
- 신성호 - 마크(주윤발)
- 최문자 - 아걸(매염방)
- 구자형 - 아민(양가휘)
- 이규화 - 하장청(도키토 사부로)
- 탁재인 - 아민의 아버지(석견)
- 신흥철 - 상방(남연)
- 김창주 - 지미(금양화)
- 안종익 - 군인(두위화)
- 김익태 - 경영진(하자만)
- 김강산 - 경영진(부광달)
- 이대영 - 군인(왕지학)
- 문일옥 - 령(장가이)
- 김희선 - 마담(남연)
- 손선근 - 펫(정위륜)